# Johann Peter Plersch
Johann Peter Plersch (auch  Blersch) (* 27. Mai 1729 in Uigendorf, Gemeinde Unlingen im Landkreis Biberach; † 10. August 1791 in Straubing) war ein deutscher Orgelbauer.

## Leben
Johann Peter Plersch dürfte zuletzt als Orgelmachergeselle bei Leonhard Veichtmayr (1704–1763) in Straubing beschäftigt gewesen sein. Wo er seine Ausbildung genossen hat, ist bisher nicht bekannt. Der Sohn von Leonhard Veichtmayr, Franz Xaver Veichtmayr (* um 1740), war zum Todeszeitpunkt des Vaters noch zu jung, um den Orgelbaubetrieb zu übernehmen. Daher heiratete Johann Peter Plersch 1763 Veichtmayrs Witwe (diese Ehe blieb kinderlos) und übernahm den Betrieb. Franz Xaver Veichtmayr wanderte 1764 nach Seligenstadt aus. Johann Peter Plerschs Nachfolger wurde einer testamentarischen Verfügung zufolge dessen Neffe („Brudersohn“) Johann Alois Plersch (um 1765–1817). Dieser konnte das Geschäft nur mühsam aufrechterhalten. Sein Haus wurde 1810 versteigert, um die Schuldenlast abzudecken.

## Werkliste (Auswahl)
| Jahr    | Ort                            | Gebäude                                         | Bild | Manuale | Register | Bemerkungen |
| ------- | ------------------------------ | ----------------------------------------------- | ---- | ------- | -------- | --- |
| 1765    | Pfaffenberg-Mallersdorf        | St. Petrus                                      |      | I/P     | 12       | 1845 NB Anton Ehrlich, 1904 NB Ludwig Edenhofer, nach 1950 NB Friedrich Meier, 1998 NB Thomas Jann (II/P/18)     |
| um 1765 | Eitting                        | St. Johannes der Täufer                         |      |         |          | 1908 NB Weise, 1984 NB Weise (I/P/6)                                                                             |
| um 1765 | Herrnfehlburg                  | St. Thomas (Schlosskapelle)                     |      | I/P     | 7        | 1962 nach Bogenberg, Kreis- und Heimatmuseum (Bild)                                                              |
| um 1765 | Kirchroth                      | St. Vitus                                       |      |         |          | 1908 NB Ehrlich, 1935 NB Weise, 1996 NB Kaps (op. 11, II/P/20), Prospekt erhalten                                |
| um 1765 | Rainertshausen                 | St. Erhard                                      |      |         |          | 1922 NB Michael Weise (II/P/15, mit Erhaltung des Prospekts)                                                     |
| um 1765 | Sandsbach                      | St. Petrus                                      |      |         |          | Gehäuse erhalten, neuzeitlich leicht verändert, darin Werk von Michael Weise (1925)                              |
| um 1765 | Straubing                      | Kloster Azlburg                                 |      |         |          | |
| um 1765 | Stallwang                      | St. Michael                                     |      |         |          | 1910 NB Weise (unter Erhaltung des Prospekts)                                                                    |
| um 1765 | Geiselhöring-Antenring         | Unserer Lieben Frau                             |      | I/p     | 5        | → Orgel |
| um 1766 | Viechtach                      | St. Augustinus                                  |      |         |          | 1837 NB Sixt, 1925 NB Weise, 1971 NB Eisenbarth (III/P/33)                                                       |
| 1768    | Arrach                         | St. Valentin                                    |      | I/P     | 10       | 1815 Blitzschlag, 1826 Neubau Adam Ehrlich, 1887 NB Ludwig Edenhofer. Prospekt erhalten                          |
| 1769    | Dingolfing                     | Geißelung-Christi-Kirche                        |      | I/P     | 5        | 1961 restauriert → Orgel                                                                                         |
| 1770    | Straubing                      | St. Peter                                       |      |         |          | 1839 nach Schönberg (Bild), 1909 NB Hechenberger, 1938 NB Hiendl, 1984 NB Eisenbarth (II/P/28), Gehäuse erhalten |
| 1773    | Ittling                        | St. Johannes                                    |      | I/P     | 10       | 1849 Neubau Ehrlich, 1977 Neubau Weise (II/P/18)                                                                 |
| um 1785 | Straubing                      | St. Jakob                                       |      |         |          | Hauptorgel |
| 1787    | Halbmeile                      | Wallfahrtskirche zur schmerzhaften Gottesmutter |      | I       | 6        | |
| 1790    | Grafentraubach (Laberweinting) | St. Pankratius                                  |      |         |          | 1896 NB Siemann, 1992 NB Weise (II/P/18)                                                                         |
| um 1800 | Rinchnach                      | St. Johannes der Täufer                         |      | I/P     | 11       | NB Johann Alois Plersch, 1969 NB Weise (II/P/23)                                                                 |